# Ungmön dansar
"Ungmön dansar" är en sång från 1975 av den svenske musikern Ola Magnell. Den finns med på hans andra studioalbum Nya perspektiv (1975).
Låten spelades in i Metronomes studio och producerades av Anders Burman och Thommie Fransson. Tekniker var Janne Hansson, Lasse Holmberg och Rune Persson.
Triple & Touch tolkade låten på albumet T & T (1993). Därutöver har låten i Magnells version medtagits på samlingsalbumen Ola Magnell: 74-87 (1994) och Ola Magnell: Guldkorn (2000).

## Medverkande
- Ola Magnell – sång, gitarr

### Fotnoter
1. 1 2  ”Ola Magnell”. Svensk mediedatabas. http://smdb.kb.se/catalog/search?q=ola+magnell&sort=OLDEST. Läst 24 januari 2013.
2. ↑  ”Nya perspektiv”. Discogs.com. http://www.discogs.com/Ola-Magnell-Nya-Perspektiv/release/1564476. Läst 24 januari 2013.